# Elusa rufaria
Elusa rufaria là một loài bướm đêm trong họ Noctuidae.